# Bogthorn
Bogthorn – wieś w Anglii, w hrabstwie West Yorkshire. Leży 27 km na zachód od miasta Leeds i 287 km na północny zachód od Londynu.